# Dichaea trulla
Dichaea trulla är en orkidéart som beskrevs av Heinrich Gustav Reichenbach. Dichaea trulla ingår i släktet Dichaea och familjen orkidéer. Inga underarter finns listade i Catalogue of Life.

## Bildgalleri

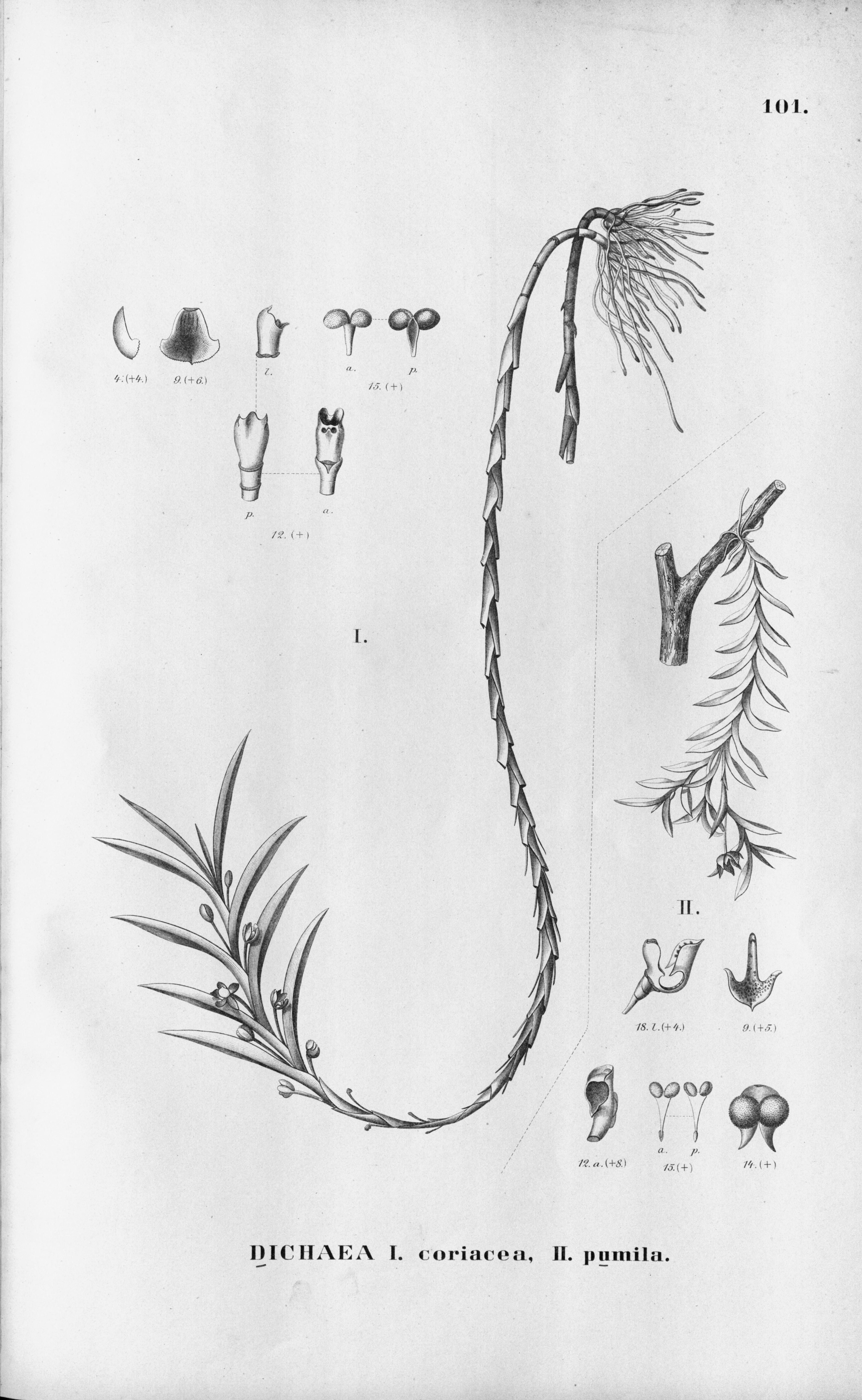